# Olmitz (Kansas)
Olmitz es una ciudad ubicada en el condado de Barton en el estado estadounidense de Kansas. En el año 2010 tenía una población de 114 habitantes y una densidad poblacional de 285 personas por km².

## Geografía
Olmitz se encuentra ubicada en las coordenadas 38°30′59″N 98°56′15″O / 38.51639, -98.93750 (38.516460, -98.937386).

## Demografía
Según la Oficina del Censo en 2000 los ingresos medios por hogar en la localidad eran de $31,429 y los ingresos medios por familia eran $34,500. Los hombres tenían unos ingresos medios de $25,500 frente a los $13,333 para las mujeres. La renta per cápita para la localidad era de $12,998. Alrededor del 12.9% de la población estaban por debajo del umbral de pobreza.